# Bandini formula 3
La Bandini formula tre è un'autovettura da corsa prodotta dal 1954 al 1958 dalla ditta Bandini Automobili di Forlì.
Questo tipo, prodotto contemporaneamente alla sport biposto nacque con lo scopo di partecipare alla categoria "corsa fino 750 cm³" di cilindrata che prevedeva l'uso esclusivo di vetture monoposto. Questa categoria diede i natali alla Formula Junior prima, e alla attuale formula tre poi; ereditiere delle finalità propedeutiche per i futuri campioni di specialità.
Le peculiarità che rendono importante la formula tre (monoposto corsa 750) dal punto di vista dell'evoluzione storica delle Bandini sono sostanzialmente due: l'inedita scatola di rinvio dell'albero di trasmissione e la sperimentazione dei freni a disco sulle quattro ruote.
I vantaggi di questi ultimi, furono limitati principalmente alla sola diminuzione delle masse non sospese poiché lo studio dei materiali delle guarnizioni d'attrito non aveva ancora permesso quell'evoluzione che oggi pone questa scelta come soluzione obbligata le vetture destinate alle corse.

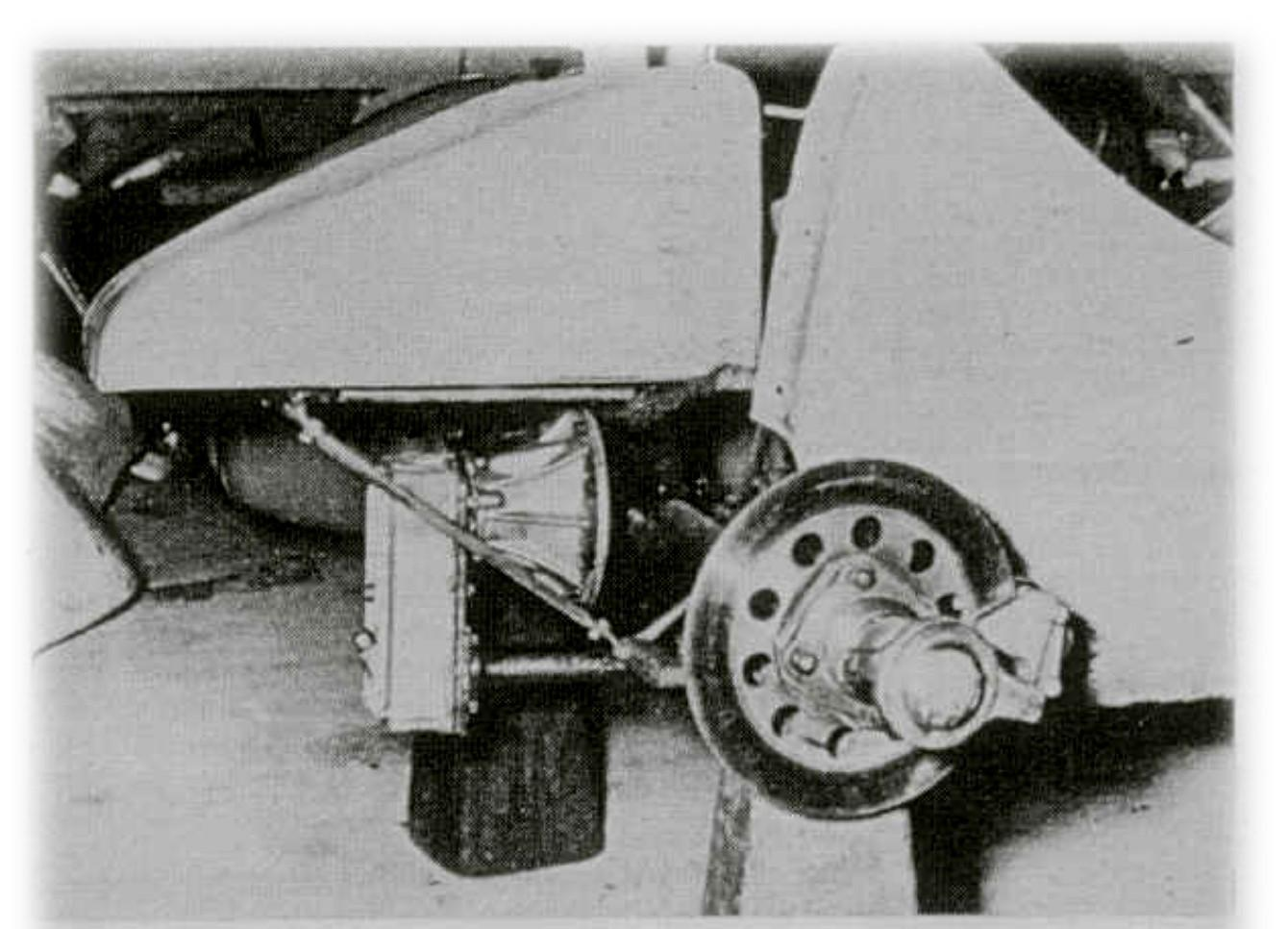
La foto del retrotreno, evidenzia i freni a disco e il differenziale

 La scatola di rinvio della trasmissione invece, fu un sistema utilizzato anche nelle successive formula junior essa offriva un doppio vantaggio: rendeva rapida la sostituzione dei due ingranaggi che determinano il rapporto finale di trasmissione (permettendo un rapido adattamento al circuito) e, contemporaneamente, abbassava in modo considerevole l'albero di trasmissione che condizionava a sua volta la posizione del sedile del pilota. Questo permise un abbassamento del baricentro con il conseguente miglioramento della tenuta di strada complessiva dell'auto.
L'esordio agonistico avvenne nel luglio del 1954 alla terza edizione della "Coppa Luigi Arcangeli", disputatasi sul circuito di Forlì.

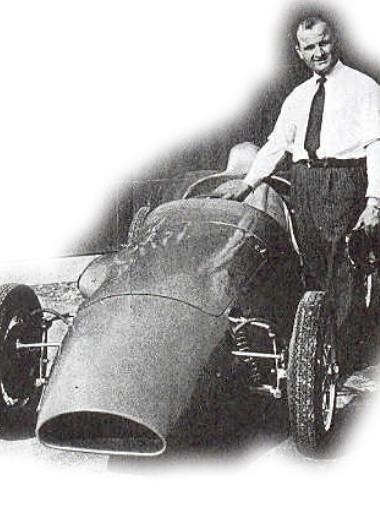
Ilario Bandini posa accanto ad una Bandini formula 3

Lo stesso costruttore Ilario Bandini, si classificò al secondo posto della gara riservata alle "monoposto corsa fino a 750 cm³" valida per il campionato italiano.

## Il telaio

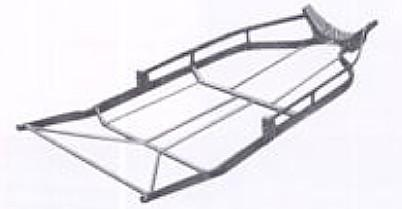
Il telaio, pesa appena 16 kg

Il telaio mantiene le caratteristiche, i materiali e il disegno, usati per la sport siluro biposto, tuttavia le dimensioni, necessariamente inferiori di una monoposto, permettono di limare ulteriormente il peso che scende così a soli 16 kg.

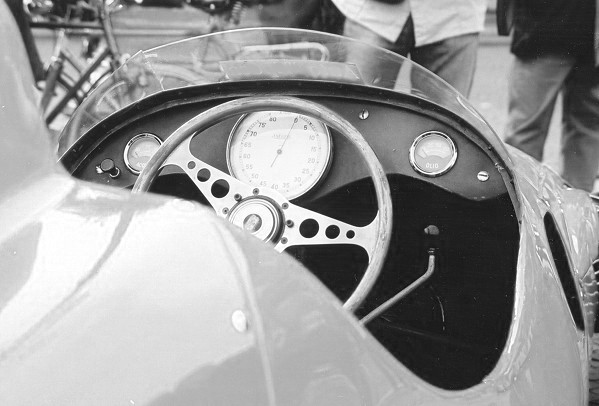
La strumentazione mostra solo: giri motore, temperatura acqua e pressione olio

- Struttura e materiale: a traliccio di tubi a sezione ellittica, in acciaio speciale di derivazione aeronautica; brevetto nº 499843
- Sospensioni:
  - anteriore: indipendenti, a triangoli sovrapposti con ammortizzatori oleodinamici telescopici inclinati e molle cilindriche elicoidali coassiali; barra stabilizzatrice
  - posteriore: a ponte rigido con due balestre semiellittiche longitudinali e ammortizzatori oleodinamici telescopici verticali
- Impianto frenante:
  - di servizio: idraulico, a tamburo anteriori e posteriori, in alternativa idraulici a disco sulle quattro ruote
  - di stazionamento: non presente
- Sterzo: a vite senza fine
- Guida: monoposto, posizione centrale
- Ruote: a raggi Borrani
- Serbatoio: 25 Litri
- Trasmissione:albero di trasmissione con giunti cardanici, differenziale centrale in posizione invertita e scatola con cambio rapido dei rapporti (6 rapporti disponibili) e semiassi al retrotreno
- Peso: telaio nudo 16 kg,
- Peso complessivo: 300 kg

## I motori

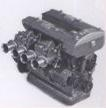
Il motore Bandini prima serie

Le Bandini formula tre utilizzarono le stesse motorizzazioni di cui si avvalsero le sport biposto dello stesso periodo: i Bandini-Crosley prima e seconda serie, anche se la durata minore delle gare per le monoposto permetteva l'uso di modifiche e regolazioni più "spinte" come un aumento del rapporto di compressione o l'uso di bielle in lega d'alluminio. 
- Posizionamento: anteriore longitudinale, 4 cilindri in linea
- Materiali e particolarità: basamento a 5 supporti di banco e coppa in lega d'alluminio di 5 litri di capacità, testa in lega d'alluminio bialbero a ingranaggi con 8 valvole inclinate, cilindri cromati smontabili in monoblocco di ghisa.
- Alesaggio: 63,5 mm
- Corsa: 59 mm
- Cilindrata: 747 cm³
- Rapporto di compressione: 11.2:1
- Alimentazione: 2 carburatori Weber doppio corpo 35DCO3 orizzontali o verticali
- Potenza: da 66 a 73 hp a 9000 rpm
- Lubrificazione: Carter umido con pompa a ingranaggi e filtro esterno a rete metallica
- Raffreddamento: forzato a liquido con pompa centrifuga comandata da puleggia e cinghia, radiatore inclinato, all'avantreno
- Cambio e frizione: 4 marce + RM, frizione monodisco a secco
- Accensione e impianto elettrico: bobina e distributore-ruttore sulla testa, batteria 12 V e dinamo

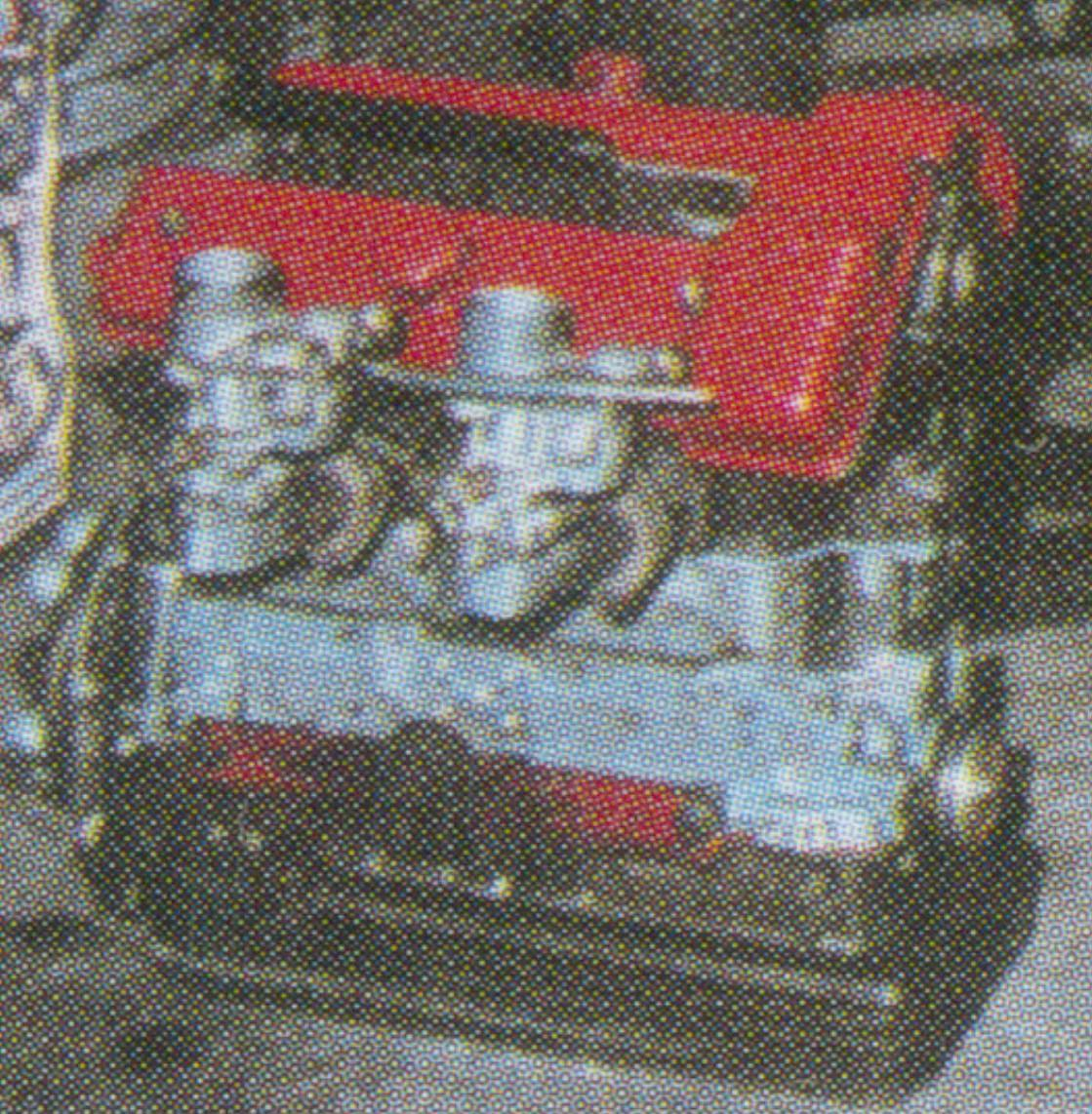
Il motore Bandini seconda serie con carburatori verticali

## Le carrozzerie
Le carrozzerie in alluminio, realizzate alla Bandini furono di due tipi; differenti soprattutto nella parte anteriore: una molto simile alle siluro biposto, con griglia ad elementi orizzontali e verticali ellissoidale alta e molto arrotondata e l'altra più bassa e spigolosa con la presa d'aria anteriore quasi a semicerchio. Entrambe le soluzioni non venivano saldate al corpo vettura ma avvitate ad esso, in modo da rendere possibile l'intercambiabilità oltre ad aggiungere praticità in caso di interventi nel vano motore o di contatti di gara.
Come la parte frontale, anche la coda e i pannelli laterali del vano motore erano facilmente smontabili. Essi presentano aperture a branchie di squalo nelle due posizioni in relazione alla funzione svolta: prese d'aria fresca o sfoghi d'aria calda).
La loro posizione rivela l'uso di carburatori diversi (orizzontali o verticali). 
Quasi sempre presenti invece ampi sfoghi rettangolari sul corpo vettura, tra il vano motore e l'abitacolo, dove la carrozzeria è profondamente scavata. A protezione aerodinamica del pilota, solo un piccolo "vetrino" o un parabrezza che lo avvolge integralmente ma per pochi centimetri in altezza.
La coda, molto corta e appuntita termina poco oltre l'assale posteriore in un punto cui confluisce anche la pinna-rollbar, originatasi subito alle spalle del pilota.